# نصرالله مین‌باشیان
نصرالله مین‌باشیان در سال ۱۸۸۵ متولد شد و تحصیلات موسیقی را از پدرش غلامرضا مین‌باشیان در دارالفنون و همچنین از معلم موسیقی فرانسه آلفرد ژان باتیست لومر آموخت. در سال ۱۸۹۸، او ۱۳ ساله بود که پدرش او را به سن پترزبورگ برد و در هنرستان ثبت نام کرد، در حالی که غلامرضا خود درس‌های نیکلای ریمسکی-کورساکف را دنبال می‌کرد.غلامرضا وقتی در سال ۱۸۹۱ روسیه را ترک کرد، قرار گذاشت تا پسرش نزد معلمش در هنرستان بماند تا نصرالله تحصیلات خود را نیز به صورت خصوصی ادامه دهد. نصرالله مین باشیان هفت سال در آنجا می‌ماند. در سال ۱۹۰۵، او ۲۰ ساله بود و برای تدریس ویولنسل به ایران بازگشت. او چند سالی در شیراز ماند، اما سپس در سال ۱۹۱۲ به روسیه بازگشت و در آنجا معلم پیانو شاهزاده خانم ایرینا الکساندروونا رومانوا شد.
در بازگشت به ایران، وی با درجه کاپیتانی وارد تیپ قزاق ایرانی (گارد سلطنتی ایران) شد. او تا رسیدن به درجه سرتیپ در آنجا ماند. در سال ۱۹۱۵، ویولن و ویولنسل را در دارالفنون آغاز کرد.
در سال ۱۹۲۱، وی جانشین مدیر موسیقی نظامی شد، که او را با هدایت مدرسه موسیقی ترکیب کرد و جانشین پدرش شد. او این دو کارگردانی را تا سال ۱۹۳۵ در اختیار داشت، در حالی که چندین ساز را آموزش می‌داد: پیانو، ویولن و ویولنسل. وی همچنین چندین سرود با استفاده از آثار شاعران فردوسی و سعدی سرود. وی در ۲۹ اوت ۱۹۳۸ در سن ۵۳ سالگی درگذشت.